# Bipiramidă eneagonală

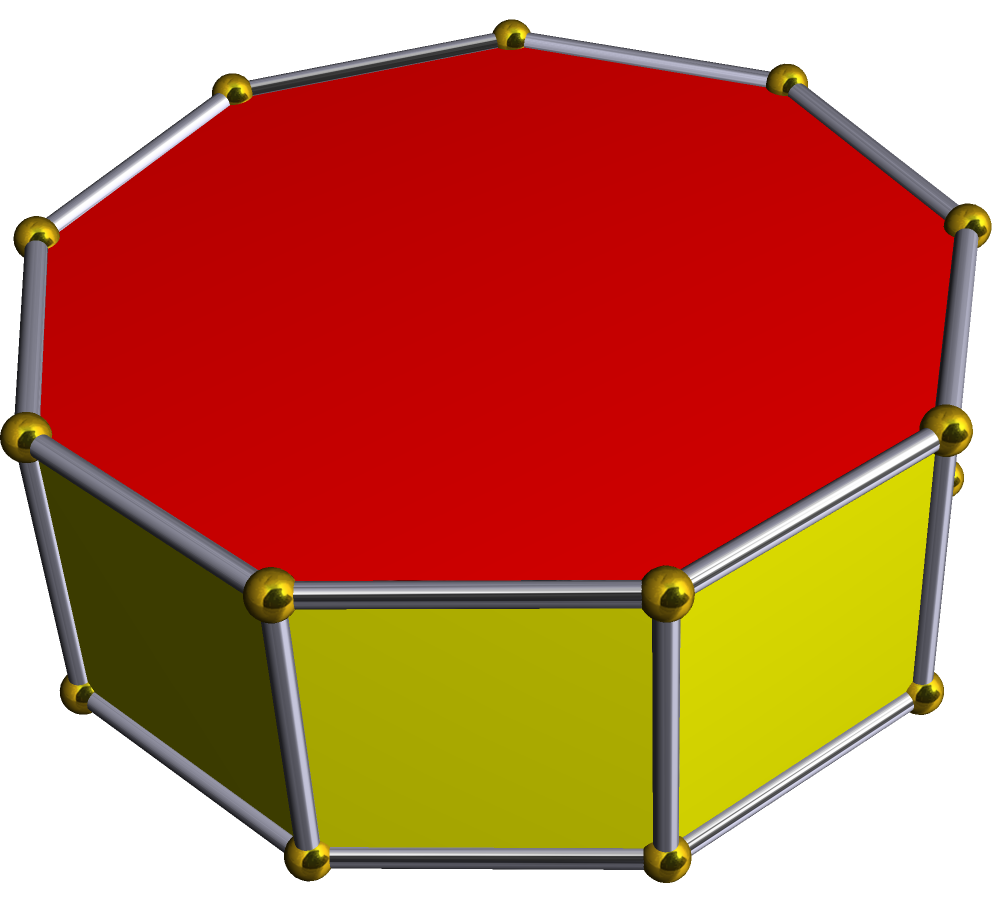
Dual: prismă eneagonală

În geometrie o bipiramidă eneagonală este un poliedru format prin unirea a două piramide eneagonale prin bazele lor.
O bipiramidă eneagonală are 18 fețe triunghiulare, 27 laturi (muchii) și 11 vârfuri. Având 18 fețe, este un octadecaedru.
Deși este tranzitivă pe fețe, toate fețele sale sunt triunghiuri isoscele. Ca urmare, nu este un poliedru platonic sau Johnson (deoarece fețele sale nu sunt triunghiuri echilaterale).
Este una dintr-o mulțime infinită de bipiramide. Dualul său este prisma eneagonală.
Bipiramida eneagonală are un plan de simetrie (orizontal în figura din dreapta) unde bazele celor două piramide sunt unite. Secțiunea în acest plan este un eneagon. Există, de asemenea, 18 plane de simetrie care trec prin cele două apexuri și sunt perpendiculare pe planul orizontal. Secțiunile din aceste plane sunt patrulatere neregulate.

## Pavare sferică

Pavare sferică

Poate fi văzută ca o pavare a unei sfere, fețele reprezentând și domeniile fundamentale ale simetriei diedrale [9,2], *229.

## Poliedre înrudite
| Numele bipiramidei | Bipiramidă digonală | Bipiramidă triunghiulară (v. J12) | Bipiramidă tetragonală (v. O) | Bipiramidă pentagonală (v. J13) | Bipiramidă hexagonală | Bipiramidă heptagonală | Bipiramidă octogonală | Bipiramidă eneagonală | Bipiramidă decagonală | ...          | Bipiramidă apeirogonală |
| ------------------ | ------------------- | --------------------------------- | ----------------------------- | ------------------------------- | --------------------- | ---------------------- | --------------------- | --------------------- | --------------------- | ------------ | ----------------------- |
| Imagine            |                     |                                   |                               |                                 |                       |                        |                       |                       |                       | ...          |                         |
| Pavare sferică     |                     |                                   |                               |                                 |                       |                        |                       |                       |                       | Pavare plană |                         |
| Config. feței      | V2.4.4              | V3.4.4                            | V4.4.4                        | V5.4.4                          | V6.4.4                | V7.4.4                 | V8.4.4                | V9.4.4                | V10.4.4               | ...          | V∞.4.4                  |
| Diagramă Coxeter   |                     |                                   |                               |                                 |                       |                        |                       |                       |                       | ...          |                         |